# Джеремі Райт
Джеремі Пол Райт (англ. Jeremy Paul Wright; нар. 24 жовтня 1972, Тонтон, Сомерсет, Англія) — британський політик-консерватор, член парламенту з 2005 р. і міністр цифрових технологій, культури, ЗМІ і спорту з 2018 р.

## Життєпис
Райт вивчав право в Університеті Ексетера. З 1996 р. він займався юридичною практикою, спеціалізується у галузі кримінального права. З 2002 по 2003 рр. Райт очолював Консервативну асоціацію у виборчому окрузі Ворік і Лімінгтон (Warwick and Leamington) у Ворікширі.
З 2007 по 2010 рр. він був парламентським організатором опозиції (Opposition Whip), з 2010 по 2012 рр. — парламентським організатором більшості. У 2012 р. Райт був призначений парламентським заступником Міністра юстиції з питань в'язниць, пробації, реабілітації та винесення вироку. Генеральний прокурор Англії і Уельсу, Генеральний юрисконсульт Північної Ірландії з 2014 по 2018 рр.
Одружений, має двох дітей.